# Пръстенчатоклюна потапница
Пръстенчатоклюната потапница (Aythya collaris) е прелетна птица, дребен до среден представител на семейство Патицови, разред Гъскоподобни.

## Описание
При пръстенчатоклюната потапница съществува ясно изразен полов диморфизъм. И мъжките и женските имат човка с черен връх и бял пръстен след него, откъдето идва и името на вида. Дължината на птицата е между 36 и 46 cm, а размахът на крилата – 63 – 71 cm. Средното тегло на възрастна птица от вида е 737 g. Профилът е като на други гмуркащи се патици, но с опашка, която е малко по-дълга и глава с къс гребен.
В полет и при двата пола се вижда белезникавата долна част на крилата и корема, които рязко контрастират с тъмното покритие на гърба и горната част на крилата. В началото на лятото птиците сменят перата си.
Мъжките екземпляри са лесни за определяне, тъй като имат причудлива форма на главата, която отгоре и отзад изглежда така, като че ли носят зле сложена перука. Отличават се с предимно черно оперение, като при добра светлина се забелязват лилави отблясъци по главата и шията. Има слаб кафяв пръстен около врата. Коремът и страните на тялото са много светлосиви или светлобежови. Предната част на това голямо светло петно е съвсем бяла и контрастира с черната предница. Човката е тъмносива, с черен връх, отделен от основната част с ярко изразен бял пръстен. Около основата ѝ може да се забележи много тясна бяла ивица. Същият вид ивица минава и около ноздрите. Очите са жълти. Теглото на мъжката птица се движи в рамките на 542 до 910 грама, а дължината – между 40 и 46 cm.
Женската има същата особена форма на главата. Оперението по тялото е кафяво, а коремът и страните са със светлокафяв цвят. Главата е сивкава, а темето и гърбът – тъмнокафяви. Предната част на тялото и главата, както и брадичката и гърлото са по-бледи. Човката е със същите цветове както при мъжкия, но с по-фина светла лента. В основата ѝ се забелязва слабо бяло петно. Очите са кафяви с бели кръгове около тях. Теглото на женската птица се движи в рамките на 490 и 894 грама, а дължината – между 39 и 43 cm.
Сезонните колебания на телесната маса са честа причина за припокриването на теглото между двата пола. Младите птици се приближават по външен вид към женските, но са с по-слабо изразен пръстен на човките. През зимата възрастните и патетата изпитват промени във външния си вид. Масата на телата им се увеличава, но възрастните претърпяват по-драстична промяна в това отношение.
Пръстенчатоклюната и планинската потапница са близки по външен вид. Мъжките от двата вида могат да се различат по цвета на човката и голямото петно отстрани на тялото, което при пръстинчатоклюната е по-голямо и сиво, а при планинската – бяло. Женските също се различават по черния връх на човката при пръстенчатоклюната и цвета на главата, която при планинската потапница е кафява.

## Разпространение
Пръстенчатоклюната потапница е главно мигрираща птица. Може да се срещне на територии, обхващащи 2 500 000 km2
Обикновено гнезди в северните части на Северна Америка – Канада и Аляска. По време на размножителния период може да бъде намерена далеч на север в южна и централна Аляска, централните канадски региони, в щатите Минесота и Мейн и в някои по-малки райони в северната част на Съединените щати. Това включва още части от териториите на Албърта, Саскачеван, Уисконсин, Мичиган, централните райони на Манитоба и южните на Онтарио и Квебек.
В края на септември мигрира към южните райони на Нова Англия и Големите равнини в САЩ, южните части на Британска Колумбия в Канада, както и области по на юг, включително Мексико, Коста Рика, Ямайка и Пуерто Рико. През зимата ограничен брой птици от вида са били намирани във Венецуела и на остров Тринидад. Малки количества са регистрирани в Панама, Бермудските острови, Бахамските острови, Куба и Доминиканската република. Единични екземпляри стигат чак до Великобритания. Първият такъв случай там е записан през 1955 година.
В САЩ най-висока гъстота през зимата се отчита в източната част на Ню Мексико (Убежището „Bitter Lake“), по река Мисисипи в едноименния щат, езерата Isom и Reelfoot в Тенеси, Флорида, източната част на Тексас и южната част на долината Сан Хоакин в Калифорния.
Някои области, включително и части от щатите Вашингтон, Айдахо и други западни и централни щати на САЩ са целогодишен дом на вида.
Свободно скитащи индивиди, които не са образували двойки за гнездене, могат епизодично да се срещнат в Алжир, Мароко, Япония, Австрия, Белгия, Дания, Фарьорски острови, Финландия, Франция, Германия, Исландия, Ирландия, Холандия, Норвегия, Полша, Португалия, Испания, Швеция, Швейцария.
Връщат се на север през пролетта, обикновено през третата седмица на месец април.

## Начин на живот
По време на гнездене и отглеждане на малките, птиците предпочитат влажните зони край неголеми сладководни басейни в бореални гори или тундри, край плитките води на езера, речни устия, мочурища, тресавища и блата. Докато гнездят предпочитат по-малки и по-плитки влажни зони. Водородният показател (РН) на тези влажни зони обикновено е близо до неутралната стойност, тъй като водните безгръбначни, които се консумират особено от женските, не могат да се развиват при силно киселинни условия.
През зимата видът използва огромен масив от влажни зони в Северна Америка, но понякога се среща и в райони с по-високи нива на соленост при дълбочина над 1,5 метра. Общи местообитания са заливните тераси на реките, пресноводните и бракични части (със смесена солена и сладка вода) на устията и плитките вътрешни езера и блата. Също така се установяват и в наводнени земеделски земи. Тези плитки области също са богати на влажна почва и гъста растителност. През зимния период предпочитат дълбоките открити води. Птиците, обитаващи морския бряг, могат да прекарат нощта и голяма част от деня в морето, като ползват за отдих малки островчета и растителни туфи, но се връщат на брега за да се хранят в пресноводните басейни.
Пръстенчатоклюната потапница е птица, издаваща различни звуци, които обаче не са добре проучени. По време на ухажване мъжките звучно викат женските и разтягат врат. Женската отговаря със звуци, напомнящи мъркане или ръмжене. Същите звуци издават и когато проявяват любопитство. Когато са разтревожени или по време на полет през гнездовия сезон, женската може да издава пискливо ръмжене. При опасност вика потомството си с къси и меки „кът-кът-кът“.
Големи врагове на пръстенчатоклюната потапница са червената лисица, миеща мечка, визон, ондатра, ивичест скункс, кайманова костенурка. От хищните птици това са полски блатар, виргински бухал, белоглав орел, сокол скитник, американска врана. Много животни плячкосват и яйцата на тази птица. Големите хищници включват американската норка, врани, гарвани, миещи мечки, лисици, мускусен плъх, порове и домашни кучета. Патетата могат да се превърнат в жертва и на големи хищни риби като щука и раиран костур.
За да предотвратят набезите на хищници към гнездото, някои женски почистват повърхността на яйцата, за да прикрият собствения си аромат. Когато малките са атакувани от под водата, майката използва крилата и крака си за да ги отбранява, докато патетата се разпръснат. И възрастните и младите използват способността си да се гмуркат за да избегнат атаките на въздушни хищници.
Изследванията и оценките показват, че годишните темпове на оцеляването на мъжките пръстенчатоклюни потапници е по-голяма от тази на женските – 63 – 69% в сравнение съответно с 48 – 58%. Една от възможните хипотези за това е, че женските сами практикуват родителско поведение, което ги поставя в опасна позиция, тъй като се налага да защитават едновременно и себе си и малките от хищници. Най-старият екземпляр, маркиран с пръстен, е открит 20 години след маркирането му, а възрастта му е оценена на малко над 20 години. Това довежда до извода, че максималната продължителност на живот в диво състояние е 20,3 години.
Този вид е претърпял голямо и статистически значимо увеличение през последните години в Северна Америка. За 40 години птиците от вида са достигнали 247% от началния си брой, което се равнява на 36,5% увеличение за всяко десетилетие.

## Хранене
Пръстенчатоклюната потапница намира храната си основно като се гмурка в плитчините. Консумира и растения в близост или на повърхността на водата. Въпреки че е добър гмуркач, предпочита плитките води, което вероятно се дължи на високото ниво на биомаса близо до повърхността. Видът обикновено консумира храната си по време на гмуркане, но за някои храни се връща на повърхността, за да се справи с тях – например да извади коремоного от черупката му или да премахне защитните слоеве на някои насекоми. Размерът на плячката се движи от 0,1 mm до 5 cm.
През зимата и пролетта сладководните басейни и влажните зони кай тях са препълнени с растения, които се носят по повърхността на водата в изобилие. Птиците намират храната си в тези наводнени райони, като се хранят предимно с водни растения, подводни семена, корени. Понякога нападат и насекоми, а като добри гмуркачи стигат и до водните мекотели и дребни рибки. Менюто им включва още земни, водни и морски червеи, охлюви, миди, водни кончета, и ручейници.
През есента консумират храна от плитките езера и реки, като див ориз, американска дива целина (Vallisneria americana), или обикновен стрелолист. По време на гнездене възрастните и малките патета се хранят с водни растителни видове като блатните канадска и нуталиева водна чума, плаващ и потопен роголистник, жълта водна роза и класовиден многолистник.
През размножителния период женските са склонни да ядат повече безгръбначни отколкото обикновено, тъй като това е времето, когато са им необходими повече протеини. Мъжките понякога показват леко повишение в потреблението на безгръбначни, но това в никакъв случай не е така значимо, както при женските. Малките патета се хранят главно с безгръбначни, които заемат 98% от цялата им храна.

## Размножаване
Пръстенчатоклюната потапница е предимно моногамен вид. И двата пола достигат полова зрялост на едногодишна възраст. Двойките се образуват по време на пролетната миграция от март до април. Репродуктивното поведение е сходно с това на други видове гмуркащи се птици и включва взаимно ухажване. При това мъжкият издава специфични звуци, изпъва врат, насочва човката напред и леко нагоре, отхвърля глава назад или я поклаща с напълно изпънат гребен по време на плуване. Също така чисти перата зад крилата си, които са частично опънати. Женските отговарят със същото клатене на глава и мъркащи звуци. След успешна копулация двойката изпълнява ритуално плуване рамо до рамо с високо вдигнати глави.
Чифтосване с две женски едновременно се случва изключително рядко, но е било наблюдавано в северозападната част на Минесота по време на суша. Това се случва в момент, когато телата на женските са силно отслабнали от липса на храна и силите им за участие в процеса на отглеждане на малките са много по-слаби, отколкото са били в предишни години.
Размножителния сезон на пръстенчатоклюната потапница е между май и началото на август, с пикова активност от средата на май до средата на юли. Гнезденето става през юни и юли, а женските отглеждат малките си необичайно дълго време в сравнение с повечето патици.
При избора на място за гнездене, двойката плува по откритите води на влажните зони. Женската се движи между водните и водолюбиви растения в търсене на подходящо място, докато мъжкият стои нащрек наблизо. Те търсят сухо или полусухо място, разположено в близост до сладководен басейн, обикновено с високо ниво на органичен материал, изобилна плаваща и подводна растителност и с открити водни площи. Женската сама изгражда гнездото между снопове растителност. След 3 до 4 дни строителство гнездото прилича на купа, а след шестия ден вече е съвсем здраво и добре оформено, облицовано с треви и перушина.
Двойката отглежда по едно люпило годишно. Женската снася между 6 и 14 овални яйца, с гладка текстура и цвят от маслено-сиво до маслено-кафяво. След като всички яйца са снесени започва инкубирането. Периодът продължава 25 – 29 дни и пиленцата се излюпват със средно тегло 29,3 g, вариращо между 28 и 31 грама. Покрити са с тънки и тесни меки пера и са в състояние да следват родителите си и да се хранят скоро след излюпването. Около 48 часа след появяването си те вече могат да се гмуркат. През първата седмица от живота си се хранят с храни от повърхността на водата, без да разчитат за това на майка си. Малките се отглеждат между 49 и 56 дни, а достигат независимост 21 до 56 дни след излюпването, когато се научават да летят. Майката остава с тях докато се научат да летят, но понякога ги оставя и по-рано, когато започнат да развиват контурни пера, които са необходими за полет.
Родителските грижи за потомството се поемат само от женските, но мъжките помагат индиректно, като се грижат за изхранването на женската, докато тя е в етапа на носене и възпроизвеждане. Малките излизат от яйцето без помощта на майка си, след което тя разбива черупките, изнася ги извън гнездото или ги поглъща.
Срещат се хибриди с качулатата потапница и дори с кафявоглавата потапница.

## Болести
Пръстенчатоклюната потапница е носител на микроорганизмите Clostridium botulinum и Pasteurella multocida, които представляват причинители на заболяванията съответно ботулизъм и пастьорелоза (холера по птиците). Причинителите се срещат предимно при птиците в Калифорния, а също и тези от Централния Пасифик и поречието на река Мисисипи.
Бактериални заболявания, които предизвикват смъртност сред тези патици са кокцидиоза, аспергилоза, и птича туберкулоза, причинена от Mycobacterium avium. Патиците са гостоприемник и на различни видове паразити.